# Dreiband-Europameisterschaft für Nationalmannschaften 1985

Logo CEB (ausrichtender Verband)

Die Dreiband-Europameisterschaft für Nationalmannschaften 1985 war die 1. Auflage dieses Turniers, dass in der Billardvariante Dreiband ausgetragen wurde. Sie fand vom 26. bis zum 28. April 1985 in Kopenhagen statt.

## Spielmodus
Es nahmen sieben Mannschaften an dieser EM teil, wobei Dänemark als Ausrichter für die Finalrunde gesetzt war. Die anderen sechs Mannschaften spielten in einer Qualifikationsrunde die restlichen Teilnehmer an der Finalrunde aus. Die Partiedistanz betrug 50 Punkte.
Bei Punktegleichstand wird wie folgt gewertet:
1. Matchpunkte (MP)
2. Partiepunkte (PP)
3. Mannschafts-Generaldurchschnitt (MGD)

## Turnierkommentar
Erster Sieger dieser Dreiband-Europameisterschaft für Nationalmannschaften wurde das Team aus Schweden in dem Vater und Sohn Blomdahl die Mannschaft stellten. In der Einzelrangliste belegte am Ende Lennart Blomdahl mit sechs Partie-Punkten Platz eins, vor Raymond Ceulemans, Torbjörn Blomdahl und Ludo Dielis die jeweils vier Punkte erzielten.

## Teilnehmende Nationen
| Nation      | Runde | Spieler 1         | Spieler 2         |
| ----------- | ----- | ----------------- | ----------------- |
| Belgien     | Q     | Raymond Ceulemans | Ludo Dielis       |
| Dänemark    | F     | Peter Thøgersen   | John Korte        |
| Frankreich  | Q     | Jean Marty        | Egidio Vierat     |
| Niederlande | Q     | Rini van Bracht   | Eddy van der Looy |
| Österreich  | Q     | Johann Scherz     | Franz Stenzel     |
| Schweden    | Q     | Torbjörn Blomdahl | Lennart Blomdahl  |
| Spanien     | Q     | Jose Quetglas     | Claudio Nadal     |

## Qualifikation
| Nation 1    | PP | Pkte | Aufn | MGD   | HS | Nation 2   | PP | Pkte | Aufn | MGD   | HS |
| ----------- | -- | ---- | ---- | ----- | -- | ---------- | -- | ---- | ---- | ----- | -- |
| Schweden    | 6  | 199  | 187  | 1,064 | 7  | Spanien    | 2  | 168  | 187  | 0,898 | 6  |
| Niederlande | 4  | 184  | 222  | 0,828 | 8  | Österreich | 4  | 171  | 222  | 0,770 | 6  |
| Belgien     | 6  | 197  | 141  | 1,394 | 9  | Frankreich | 2  | 157  | 141  | 1,113 | 7  |

## Finalrunde
| Nation 1 | PP | Pkte | Aufn | MGD   | HS | Nation 2    | PP | Pkte | Aufn | MGD   | HS |
| -------- | -- | ---- | ---- | ----- | -- | ----------- | -- | ---- | ---- | ----- | -- |
| Dänemark | 2  | 80   | 91   | 0,879 | 10 | Schweden    | 2  | 87   | 91   | 0,956 | 8  |
| Belgien  | 4  | 100  | 69   | 1,449 | 7  | Niederlande | 0  | 74   | 69   | 1,072 | 7  |
| Schweden | 4  | 100  | 84   | 1,190 | 11 | Niederlande | 0  | 72   | 84   | 0,857 | 10 |
| Belgien  | 4  | 100  | 59   | 1,694 | 12 | Dänemark    | 0  | 63   | 59   | 1,067 | 8  |
| Dänemark | 0  | 84   | 77   | 1,090 | 6  | Niederlande | 4  | 100  | 77   | 1,298 | 8  |
| Schweden | 4  | 100  | 56   | 1,785 | 14 | Belgien     | 0  | 88   | 56   | 1,571 | 8  |

## Abschlusstabelle Finalrunde
| MP    | Match Punkte (Sieger = 2; Unentschieden = 1; Verlierer = 0) |
| SV    | Satzverhältnis (nur bei Turnieren im Satzsystem)            |
| Pkte. | Erzielte Karambolagen                                       |
| Aufn. | benötigte Aufnahmen                                         |
| GD    | Generaldurchschnitt                                         |
| MGD   | Mannschafts-Generaldurchschnitt                             |
| BED   | Bester Einzeldurchschnitt eines Spielers                    |
| BEMD  | Bester Einzeldurchschnitt einer Mannschaft                  |
| BSD   | Bester Satzdurchschnitt eines Spielers                      |
| HS    | Höchstserie                                                 |
| WRP   | Weltranglistenpunkte                                        |

| Platz | Nation      | MP | G-U-V | PP   | Pkt. | Aufn. | MGD   | BEMD  | HS |
| ----- | ----------- | -- | ----- | ---- | ---- | ----- | ----- | ----- | -- |
| 1     | Schweden    | 5  | 2-1-0 | 10:2 | 287  | 231   | 1,242 | 1,785 | 14 |
| 2     | Belgien     | 4  | 2-0-1 | 8:4  | 288  | 184   | 1,565 | 1,694 | 12 |
| 3     | Niederlande | 2  | 1-0-2 | 4:8  | 246  | 230   | 1,069 | 1,298 | 10 |
| 4     | Dänemark    | 1  | 0-1-2 | 2:10 | 227  | 227   | 1,000 | 0,879 | 10 |